# Армін Шольц
Армін Шольц (англ. Armin Scholz, 31 січня 1976, Лейпциг, ФРН) — професійний німецький бодібілдер, учасник таких відомих конкурсів я Містер Олімпія і Ironman Pro Invitational.

## Біографія
Армін Шольц народився 31 січня 1976 року в сім'ї Іоахима і Моніеи Шольц в Лейпцигу, ФРН. Армін — німець єврейського походження. Має рідну сестру Габрієлу і брата Мартіна. З 1982 року по 1990 навчався в школі. У 1994–1995 і 1997–2001 він був студентом на кафедрі спортивної Лейпцизького університету.

## Антропологічні дані
- Вага — 127 кг
- Зріст — 188 см
- Змагальна вага — 163 кг

## Виступи
- Гран Прі Румунія — 6 місце (2008)
- Атлантик-Сіті Про — 16 місце (2008)
- Х'юстон Про — 4 місце (2008)
- Ironman Pro Invitational — 17 місце (2008)
- Санта-Сусанна Про — 4 місце (2007)
- Сан-Франциско Про — 8 місце (2006)
- Ironman Pro Invitational — 11 місце (2006)
- Містер Олімпія — 6 місце в категорії до 91,7 кг (2005)
- Шарлотт Про — 11 місце 2005
- Європа Супершоу — 10 місце 2005